# Гетерофобия
Гетерофобия (от др.-греч. ἕτερος, héteros — «другой» и φόβος, phóbos — «страх») — неологизм, в противоположность гомофобии обозначающий не фобию в клиническом смысле, а неприязнь или дискриминацию людей с гетеросексуальной ориентацией. Впервые этот термин появился в 90-х годах XX века. Очень часто гомосексуалы обвиняются в гетерофобии.

## Другие трактовки термина
В сексологии некоторые источники определяют гетерофобию как боязнь представителей противоположного пола или гетеросексуальных отношений.
«Словарь сексуальности» Фрэнкоура 1995 года (англ. Francoeur’s Dictionary of Sexuality) определяет гетерофобию как боязнь гетеросексуалов.
В социологии под «гетерофобией» иногда понимается страх к всему другому, чужеродному (например, к бездомным, инвалидам, асоциальным личностям, гомосексуалам и др.). В этом контексте гетерофобия является противопоставлением толерантности.

## Появление термина в литературе
В сексологической литературе термин впервые встречается в 1990 году в книге Эйчела «Кинси, секс и подлог» (англ. Kinsey, Sex and Fraud). Одна из глав этой книги посвящена новому термину «гетерофобия».
В 1996 году этот термин был использован Нунан (Noonan) в книге «Помнит ли кто-то времена, когда секс приносил удовольствие?» («Does Anyone Still Remember When Sex Was Fun?») для указания на отрицательное отношение к сексу в американском обществе. Он также предположил, что гомофобия усиливается благодаря гетерофобии.
В конце 1998 года термин «гетерофобия» появился в названии книги Дафнии Патай (англ. Daphne Patai) «Гетерофобия: сексуальные домогательства и будущее феминизма» (англ. In Heterophobia: Sexual Harassment and the Future of Feminism). В этой книге гетерофобия рассматривалась как компонент «индустрии сексуального домогательства», которая, по утверждению автора, служит для разделения мужчин и женщин в политических и эгоистичных целях.

## Употребление
- Знаменитый рэпер Эминем использовал в своей песне «Criminal» (альбом «The Marshall Mathers LP») такой текст: «Гомофобен? Нет, ты всего лишь гетерофобен» (англ. Homophobic? Nah, you're just heterophobic).